# 阿聯酋—美國關係
阿联酋－美国关系是阿拉伯联合酋长国和美利坚合众国之间的双边关系。阿拉伯联合酋长国被美国国家安全顾问和反恐专家理查德·A·克拉克描述为美国在海湾地区最好的反恐盟友。在国防方面，阿拉伯联合酋长国武装部队被美国武装部队的将军们和美国国防部长詹姆斯·马蒂斯戏称为“小斯巴达”，因为它在打击中东极端分子方面发挥了积极作用。阿拉伯联合酋长国也是美国在中东地区唯一进行美国境外预先清关的地方。

## 外交关系

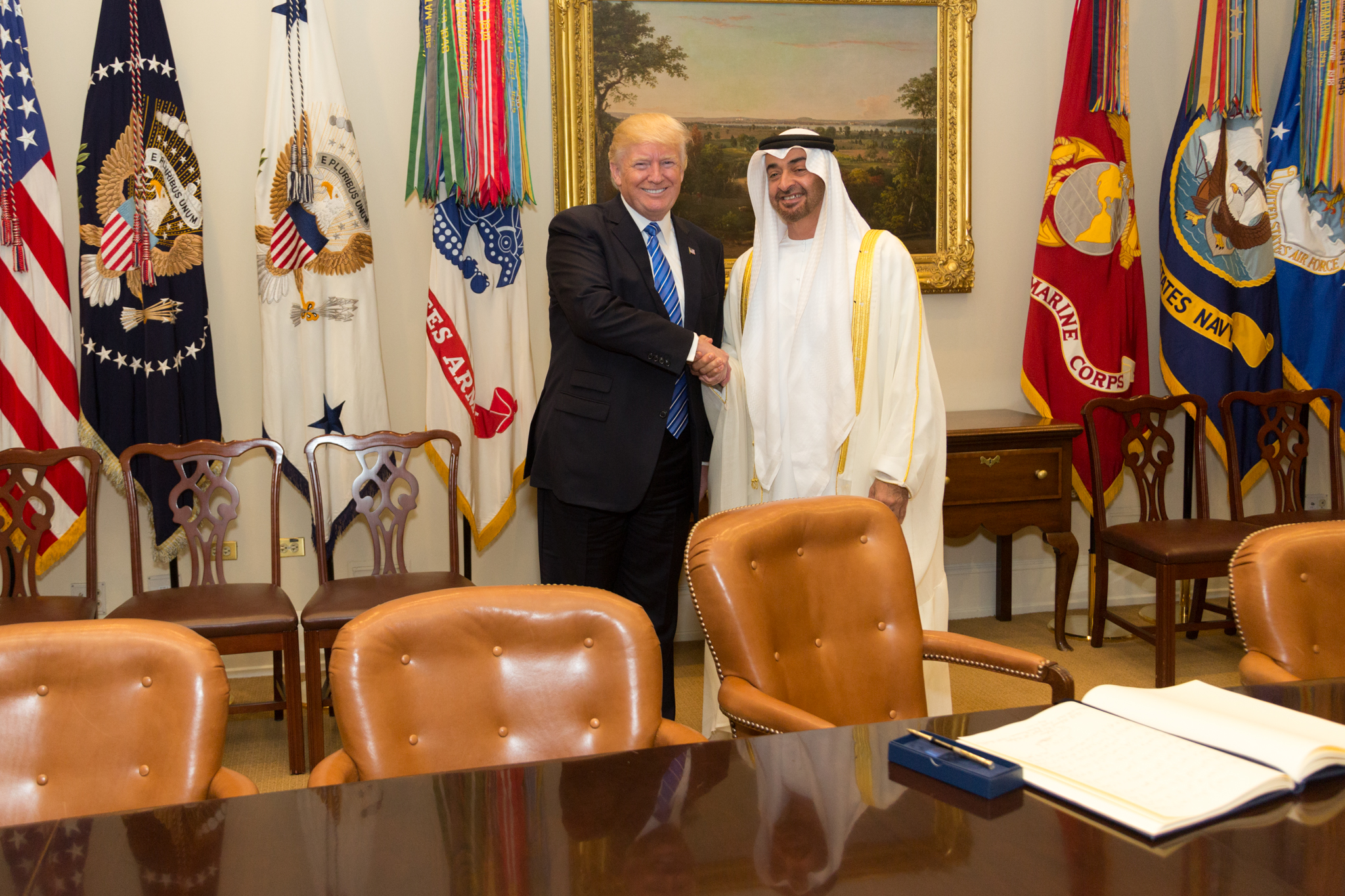
2017年5月穆罕默德·本·扎耶德·阿勒纳哈扬和美国总统唐纳德·特朗普在华盛顿特区

美国驻阿联酋阿布扎比大使馆。

美国是第三个与阿联酋建立正式外交关系的国家，自1974年以来一直在阿联酋派驻大使。两国关系友好，发展了强大的政府间关系，包括密切的安全合作。由于美国领导的联军结束了伊拉克对科威特的占领，美国与阿联酋的关系显著改善。阿联酋港口拥有的美国海军舰艇比美国以外的任何港口都多
在2016年美国总统选举中，美国司法部指控乔治·纳德在大选前和当选后分别向希拉里·克林顿和唐纳德·特朗普提供了350万美元的非法竞选捐款。据《纽约时报》报道，这是阿拉伯联合酋长国政府试图影响选举的行为。
领导阿联酋驻华盛顿大使馆的是优素福·阿尔·奥泰巴大使，他于2008年7月递交了国书。
2018年12月，阿联酋重新开放其驻大马士革大使馆，以恢复与叙利亚总统巴沙尔·阿萨德的政府的关系，这一举动违背了美国的意愿。2019年1月，阿联酋接待了一个由一名商人率领的叙利亚贸易代表团，此人自2011年以来一直在美国财政部的制裁名单上。

## 经贸关系
英国广播公司发现并于2020年9月20日报道，美国检察官在2016年指控总部位于迪拜的冈斯综合贸易公司在2011年和2012年期间利用阿联酋金融系统进行了总计1.42亿美元的可疑交易。美国检方指控这家总部位于迪拜的贸易公司是土耳其-伊朗黄金交易商扎拉布控制的一个网络的一部分。据称，该网络为伊朗政府和其他受美国制裁的伊朗实体协调了价值数百万美元的交易。
2020年8月19日，特朗普政府制裁了在阿联酋注册的两家公司，原因是它们为伊朗航空公司马汉航空工作。自2019年以来，该航空公司因支持伊朗伊斯兰革命卫队而受到美国的反恐制裁。美国国务院已将伊朗伊斯兰革命卫队列为外国恐怖组织。此次制裁的目标是阿联酋的帕提亚货运公司和Delta零部件供应公司，以及帕提亚公司的所有者阿敏·马杜夫。

## 双边核合作协议
2009年1月15日，阿拉伯联合酋长国外交部长阿卜杜拉·本·扎耶德·阿勒纳哈扬与美国国务卿康多莉扎·赖斯签署了一项旨在加强核不扩散国际标准的和平核合作双边协议。
奥巴马总统随后批准了该协议，并于2009年5月20日将其提交国会进行为期90天的强制性审查。2009年7月在国会山举行听证会后，众议院外交事务委员会和参议院外交关系委员会的领导人发布了支持美国和阿联酋核合作协议的决议。”

## 军事

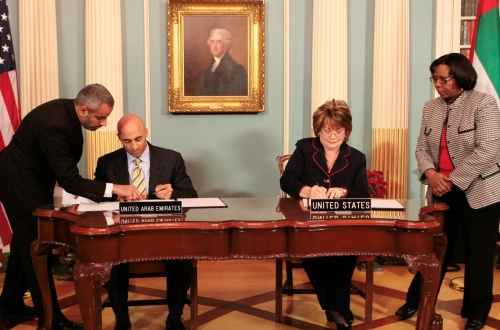
美国负责军控与国际安全事务的副国务卿陶舍尔和阿拉伯联合酋长国大使奥泰巴交换了外交照会，使和平民用核能合作协议生效

美国在阿拉伯联合酋长国有三个军事基地。这三个基地分别是达弗拉空军基地、明哈德空军基地和富查伊拉海军基地。除此之外美国正在阿联酋建造一所模仿美国在德国的主要医疗设施的大型军事医院，该医院将由美国陆军、美国国防部和阿拉伯联合酋长国武装部队管理。
根据美国国家安全、基础设施保护和反恐协调员、9.11委员会报告的贡献者理查德·A·克拉克的说法，阿联酋是美国在海湾地区最好的反恐盟友。根据前美国驻阿联酋大使理查德·G·奥尔森的说法，阿联酋武装部队副指挥官穆罕默德·本·扎耶德·阿勒纳哈扬安排了阿联酋武装部队与美国军方的密切合作。
在美国领导的阿富汗战争中，阿拉伯联合酋长国武装部队是唯一一个派遣军队执行人道主义援助任务的阿拉伯国家。阿联酋军队被美国武装部队的将军们以及美国前国防部长詹姆斯·马蒂斯戏称为“小斯巴达”，这是因为它积极有效的军事作用，尤其是在反恐战争中，尽管它的现役人员很少。马蒂斯还称，阿联酋领导的2016年马卡拉战役是美国军队的榜样，他指的是阿拉伯联合酋长国武装部队如何在被阿拉伯半岛基地组织控制一年多后，在36小时内将马卡拉港从阿拉伯半岛基地组织部队手中解放出来。在加入川普政府之前，马蒂斯从海军陆战队退役后得到了美国军方的许可，担任阿联酋武装部队的军事顾问。
阿拉伯联合武装部队还从两位前美国最高军事指挥官那里得到防务建议，他们是前国防部长马蒂斯和前北约驻阿富汗国际维和部队指挥官、退役的美国海军陆战队四星上将艾伦将军。
2019年2月4日，美国有线电视新闻网调查发现，出售给阿联酋和沙特阿拉伯的美国武器，最终落入在也门发动战争的基地组织武装分子、强硬派萨拉菲民兵等武装分子手中。调查还披露，阿联酋和沙特阿拉伯使用美国制造的武器，以货币的形式购买民兵的忠诚。
通过与美国的伙伴关系，阿拉伯联合酋长国在打击也门的阿拉伯半岛基地组织和ISIS方面发挥了积极作用。2019年2月26日，美国总统唐纳德·特朗普在推特上公开感谢阿联酋为解救被也门武装分子囚禁18个月的美国公民丹尼·伯奇所做的努力。据报道，在2020年末，特朗普政府将向阿联酋出售了价值约100亿美元的F-35战斗机和29亿美元的MQ-9B武装无人机。
根据大赦国际2020年11月的一份报告，美国决定向阿拉伯联合酋长国出售18架MQ-9B武装无人机，价值约29亿美元，这可能导致也门和利比亚平民死亡人数增加。自2015年3月以来，阿联酋作为沙特领导的联军的一部分在也门实施了几次空袭。国际特赦组织访问并调查了8个省的几十个地点，这些地点是阿联酋空袭的目标，是沙特领导的联盟的一部分，并多次发现美国制造的弹药残留物。2020年11月10日，唐纳德·特朗普政府正式通知国会，将向阿拉伯联合酋长国出售50架隐形F-35战斗机，这是美国价值230亿美元的广泛武器交易的一部分。该协议包括50架F-35战斗机、18套先进的武装无人机系统和一揽子空对空和空对地弹药。向阿联酋出售F-35战机引发了人们的担忧，因为它的军事能力已经是中东地区最先进的之一，这一点从阿联酋参与也门、叙利亚和利比亚等冲突活跃地区就可以明显看出。
参议院拨款委员会要求国务院确保与阿拉伯联合酋长国的F-35协议不能威胁到以色列的军事优势，也不能使美国的军事系统在俄罗斯和中国的军事威胁面前不堪一击。国际特赦组织在2020年11月9日发布的一份报告中指出，鉴于阿联酋违反了对利比亚的武器禁运和对也门的国际人道主义法，美国可能向阿联酋出售先进武器和飞机。
2020年11月30日，29个非政府组织联名致信美国国会和国务院，要求停止向阿拉伯联合酋长国出售价值230亿美元的武器，其中包括先进的F-35战斗机、武装无人机和炸弹。根据这封信，要求阻止该协议的关键原因是阿联酋对利比亚和也门的干预造成了平民伤亡。

## 美国境外预先清关

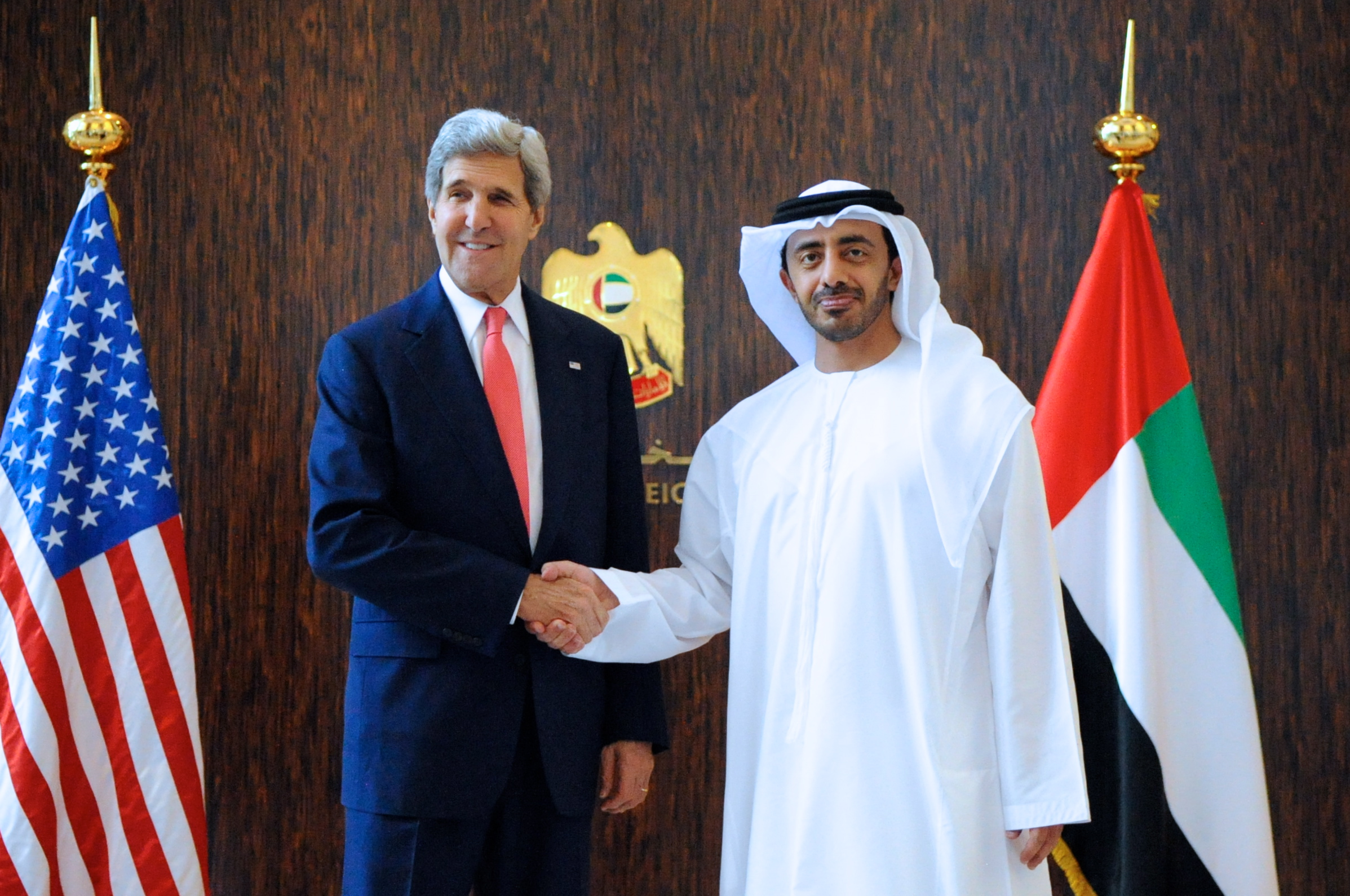
2013年外交部长阿卜杜拉·本·扎耶德·阿勒纳哈扬与美国国务卿约翰·克里

阿拉伯联合酋长国是世界范围内为数不多和中东地区唯一一个有美国境外预先清关系统的国家，让游客可以从阿布扎比国际机场前往美国前完成清关。2014年1月26日，美国在阿布扎比国际机场的预清关设施正式启用。目前迪拜国际机场也在规划此事。

## 情报合作
据路透社报道，美国国家安全局情报人员协助阿联酋国家电子安全局开展了一项名为“乌鸦计划”的合作项目，监视恐怖分子、其他国家政府、武装分子、人权活动人士和持不同政见者。该项目帮助粉碎了ISIS在阿联酋的一个网络，并评估了在ISIS在阿布扎比激发了对伊博利亚·瑞安的谋杀之后，是否即将发生其他袭击。据前国家安全局情报分析师洛丽·斯特劳德表示，美国人也是监视的目标。《纽约时报》报道，Mozilla公司因此拒绝了总部位于阿布扎比的网络安全公司暗物质（与乌鸦计划有关）管理网站安全证书的资格。
美国中央情报局收集有关阿联酋的人类情报的方式，与美国在其他几乎所有拥有重大利益的国家收集情报的方式不同。

## 姊妹城市
- 阿布扎比和休斯顿（2002）[31]
- 迪拜和底特律（2003）[32]